# Сюй Хунчжи
Сюй Хунчжи (кит.: 许宏志) — китайський ковзаняр, спеціаліст з бігу на короткій доріжці, олімпійський медаліст, призер чемпіонатів світу.
Срібну олімпійську медаль Сюй виборов на Пхьончханській олімпіаді 2018 року разом із товаришами з китайської команди в естафеті на 5000 м.

## Зовнішні посилання
- Досьє на сайті Міжнародного союзу ковзанярів

## Виноски
1. ↑  Men's 5000 metre relay results. Архів оригіналу за 16 грудня 2019. Процитовано 30 квітня 2018. [Архівовано 2019-12-16 у Wayback Machine.]